# Ти записався добровольцем?
Ти записався добровольцем? — більшовицький агітаційний плакат, створений художником Дмитрієм Моором у червні 1920 року, під час громадянської війни в Росії.

## Опис плаката
Червоноармієць у червоній будьонівці, направивши вказівний палець своєї правої руки на глядача, закликає записуватися добровольцем до Червоної армії. Очі червоноармійця з плаката спрямовані безпосередньо на глядача.
У верхньому лівому кутку плаката розташовується абревіатура «Р. С. Ф. С. Р.» (у 1918—1936 роках вона означала — Російська Соціалістична Федеративна Радянська Республіка), у правому верхньому кутку — гасло «Пролетарі всіх країн, єднайтеся!». Розміри плаката: 106 х 71 см.

## Історія
Плакат створено на кшталт британського агітаційного плаката 1914 року «Лорд Кітченер сподівається на тебе», на якому зображений військовий міністр граф Кітченер. Композиція британського плаката була використана художниками для створення аналогічних плакатів у США, Німеччині, Італії, Бразилії та Росії.
Існує думка, що Дмитро Моор в образі червоноармійця зобразив себе, як і автор американського вербульного плаката Джеймс Монтгомері Флегг, що надав власні риси образу «Дядька Сема» на вербувальному плакаті.
За тематикою плакат перетинається з плакатом 1919 року «Чому ви не в армії?» білої армії генерала Антона Денікіна, який у свою чергу є перемальовкою італійського плаката 1917 року «Виконайте всі свої обов'язки!» (Автор — Лучано Мауцан). Порівнюючи «червоногвардійський» плакат із «білогваржійським», дизайнер Артемій Лебедєв зазначав: «Складно позбавитися відчуття, що білі програли війну лише через дизайнерську безпорадність — усі їхні плакати блякнуть на тлі червоної агітації».
Дмитрій Моор створив плакат за одну ніч наприкінці червня 1920 року у важкий для Червоної армії період: на Західному фронті тривала радянсько-польська війна, на Південному бойові — дії проти армії Врангеля. Плакат закликає добровільно вступати до лав РККА. Сам художник говорив про нього:

На цьому плакаті — червоноармієць, що вказує пальцем, очі його спрямовані прямо на глядача і повертаються по ходу його. Я зібрав багато розмов щодо цього плаката. Деякі мені казали, що вони соромилися його, що їм соромно не записатися добровольцями..

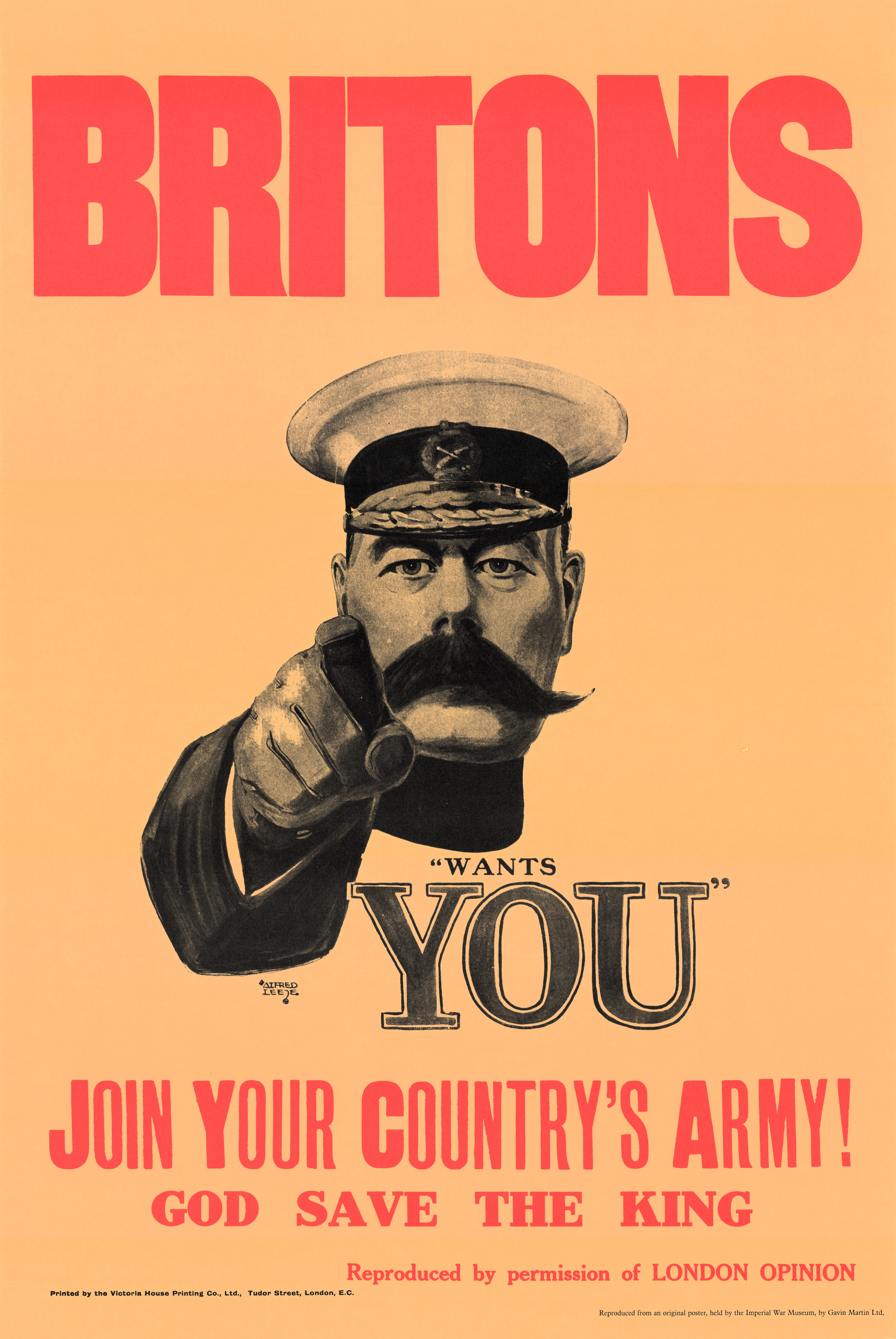
Британський агітаційний плакат із портретом лорда Кітченера. На ньому такий напис: «Британці! Потребую вас. Вступайте до армії вашої країни! Боже, бережи короля». 1914 рік
Дядько Сем на плакаті, що вербує солдатів до армії США, 1917 рік
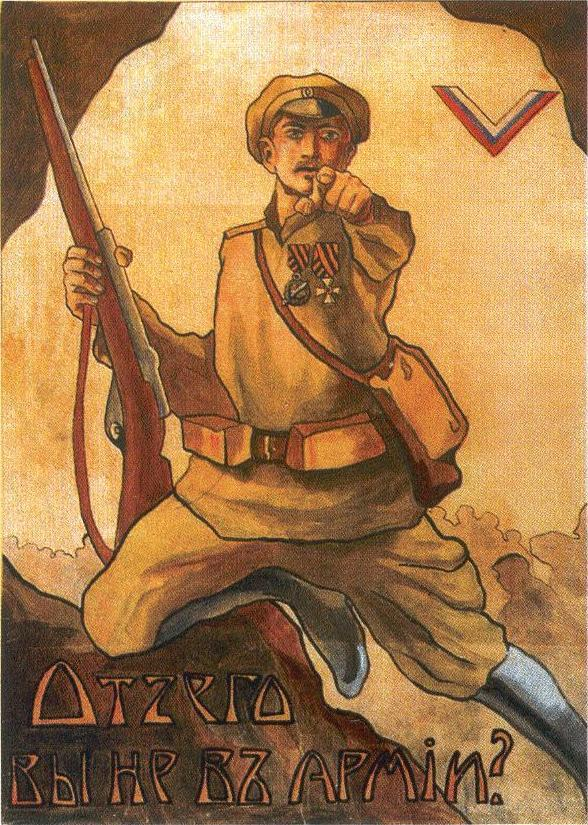
Плакат Добровольчої армії «Чому ви не в армії?» (у правому верхньому кутку - шеврон кольору національного прапора Росії), 1919 рік
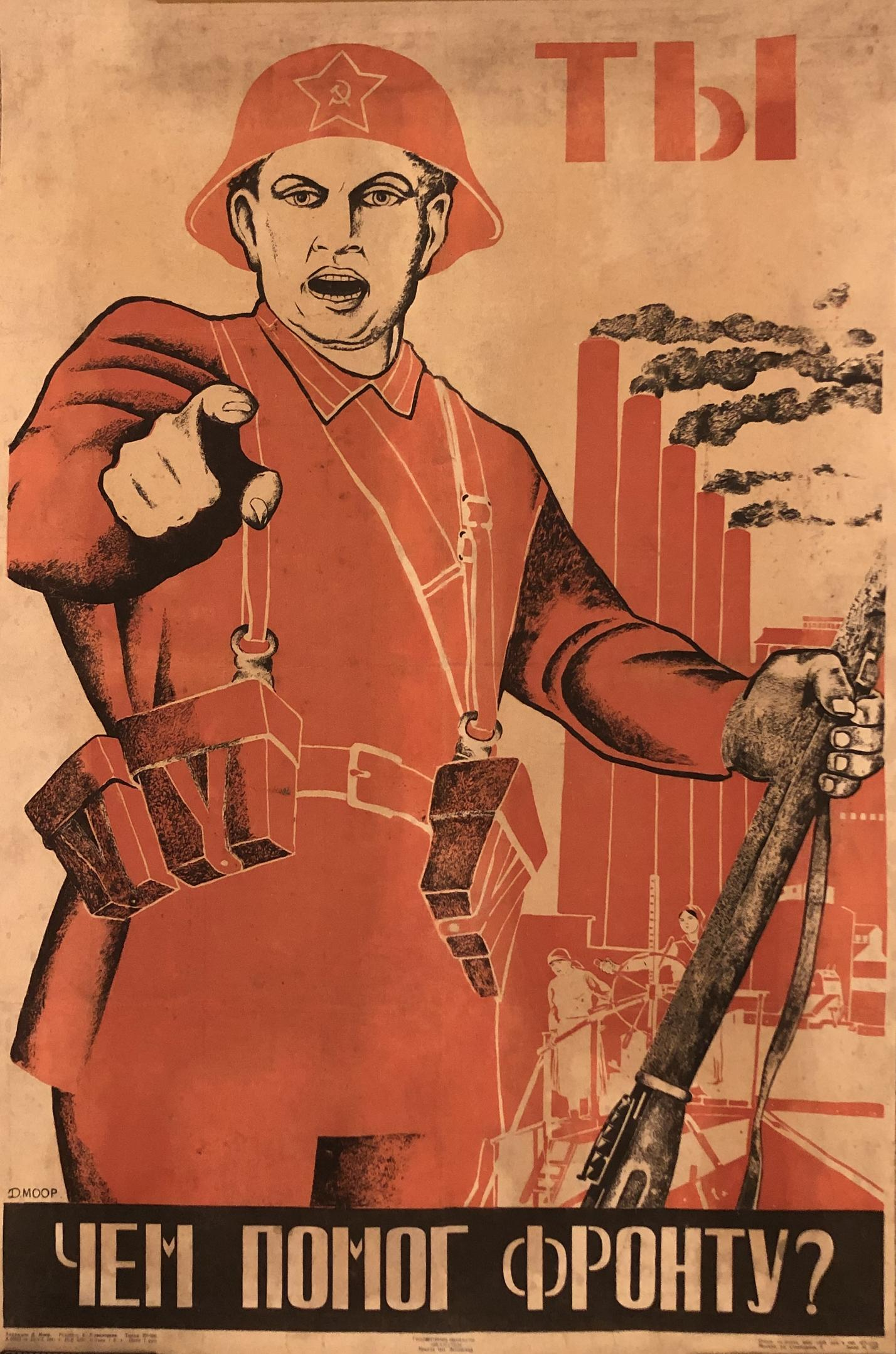
"Ти чим допоміг фронту?", 1941 рік

У 1941 році, під час німецько-радянської війни, Дмитрій Моор створив нову версію плаката, на якому зображений солдат у касці та з написом «Ти чим допоміг фронту?». Було випущено подібні версії плаката різними мовами народів СРСР.
Плакат набув нової популярності в Росії після розпаду СРСР, коли на нього з'явився ряд пародій.